# Песни моей мамы
«Песни моей мамы» — четвёртый студийный альбом российского певца Витаса, вышедший 3 апреля 2004 года. Этот альбом, как и предыдущий «Мама», Витас посвятил своей покойной матери Лилии Михайловне Грачевой, ушедшей из жизни в 2001 году. Альбом представляет собой сборник кавер-версий аранжировок известных советских шлягеров в исполнении Витаса.
Продюсирование альбома, хотя и приписывается Сергею Пудовкину, было осуществлено Эдуардом Изместьевым, который сделал аранжировку, сведение и мастеринг большинства песен.

## История
Если альбом «Мама» включал в себя несколько новых песен, написанных Витасом, то «Песни моей мамы» полностью состоит из кавер-версий популярных старых песен, описанных как «Золотой запас русской поп-музыки», включая песню 1980 года «Птица счастья», написанную Александрой Пахмутовой и Николаем Добронравовым (из фильма Юрия Озерова «О спорт, ты — мир!»), ранее записанных вокально-инструментальным ансамблем «Здравствуй, песня» и других. Песня «Птица счастья» с 1981 года стала самой успешной как в России, так и в Китае. Песня «Отцвели хризантемы» также входит в альбом «Улыбнись!». Все остальные треки были специально записаны для альбома «Песни моей мамы».
В 2003 году также начался большой концертный тур «Песни моей мамы», за который Витас получил неофициальное звание Артист, которого ждали. Он продлился до 2006 года на сотнях концертных площадок в нескольких странах мира.
В 2002 году Витас исполнил фортепианную аранжировку песни «Зима» («Потолок ледяной») в одной из новогодних телепередач.
Песни «В краю магнолий» и «Любите, пока любится» в 2008 году были переизданы в альбоме «Хиты XX века». Автором их музыки является Александр Морозов, а на том альбоме автором всей музыки является именно он.

## Список песен
| Номер трека | Русское название       | Английское название           | Автор музыки         | Автор слов                                       |
| ----------- | ---------------------- | ----------------------------- | -------------------- | ------------------------------------------------ |
| 01          | Птица счастья          | The Bird of Happiness         | Александра Памхутова | Николай Добронравов                              |
| 02          | Любите, пока любится   | Love While You Can            | Александр Морозов    | Михаил Рябинин                                   |
| 03          | В краю магнолий        | In the District of Magnolias  | Александр Морозов    | Юрий Марцинкевич                                 |
| 04          | Всё могут короли       | Kings Can Do Everything       | Борис Рычков         | Леонид Дербенёв                                  |
| 05          | Зима (Потолок ледяной) | Winter                        | Эдуард Ханок         | Сергей Островой                                  |
| 06          | Гадалка                | Fortune-Teller                | Максим Дунаевский    | Леонид Дербенёв                                  |
| 07          | Букет                  | Bouquet                       | Александр Барыкин    | Николай Рубцов                                   |
| 08          | Морская песенка        | A Sea Song                    | Никита Богословский  | Владимир Дыховничный Морис Слободской            |
| 09          | Говорящая кукла        | The Speaking Doll             | Александр Морозов    | Глеб Горбовский                                  |
| 10          | Отцвели хризантемы     | Chrysanthemums Have Faded Out | Николай Харито       | Василий Шумский                                  |
| 11          | Горький мёд            | Bitter Honey                  | Олег Иванов          | Владимир Павлинов                                |
| 12          | А цыган идёт           | And The Gypsy Is Going        | Андрей Петров        | Редьярд Киплинг Григорий Кружков (русский текст) |
| 13          | Одесса                 | Odessa                        | Александр Зацепин    | Леонид Дербенёв                                  |